# Sulzfeld (Bade-Wurtemberg)
Pour les articles homonymes, voir Sulzfeld.
Sulzfeld est une commune de Bade-Wurtemberg (Allemagne), située dans l'arrondissement de Karlsruhe, dans l'aire urbaine Mittlerer Oberrhein, dans le district de Karlsruhe.